# Броннер, Михаил Борисович
Михаил Борисович Броннер (род. 25 февраля 1952, Москва) — российский композитор.

## Биография
Михаил Броннер родился 25 февраля 1952 года в городе Москве.
В 1977 году окончил Московскую государственную консерваторию по классам композиции Тихона Хренникова и инструментовки Юрия Фортунатова, в 1981 году — аспирантуру там же.
Член Правления Московской композиторской организации, Председатель Приемной комиссии Союза композиторов Москвы, Член Оргкомитета Международного фестиваля современной музыки «Московская осень». С 2001 года преподает композицию в Государственном музыкально-педагогическом институте имени М.М.Ипполитова-Иванова. 

## Творчество
Автор более 400 произведений различных жанров. Среди них — оперы «Гадкий утенок» (2015), «Съедобные сказки» (2013), «Золотой остров» (1993) — все поставлены в Московском детским музыкальном театре им. Н.Сац; «Холодное сердце» (1981); балеты «Оптимистическая трагедия» (1985) и «Укрощение строптивой» (1996) — оба поставлены в Московском академическом музыкальном театре им. Станиславского и Немировича-Данченко; 74 инструментальных концерта (среди них — «Три печальных послания» для скрипки и камерного оркестра (2016), «Kein Heldenleben» — поэма для камерного оркестра (2016), «Плыву в волнах любви» — восемь сонетов для баяна и камерного оркестра (2016), «Цугцванг» — концерт для симфонического оркестра с солирующими фортепиано, скрипкой и кларнетом (2015), «In The Middle of Nowhere» («На полпути в Никуда») для скрипки, альта и камерного оркестра (2015); «Белорусский концерт» для цимбал и камерного оркестра (2012); «TSAVT TANEM» («Возьму твою боль») — концерт для виолончели и камерного оркестра (2011); «Иллюзия жизни» — концерт для скрипки, ударных и камерного оркестра (2011); «Заколдованный лес» — концерт для юного музыканта и камерного оркестра (2011); «Семь еврейских песен» для скрипки, тубы и камерного оркестра (2009); «В направлении смысла» — концерт для скрипки, тубы и камерного оркестра (2009); «Остров счастья» для балалайки, альтовой домры и оркестра русских народных инструментов (2006); «Время прощать» — концерт для балалайки и камерного оркестра (2004); «В поисках Грааля» — концерт для скрипки, юного музыканта и камерного оркестра (2004); «Так записано...» («Katuv») — концерт для фортепиано, баяна и симфонического оркестра (2004); «Дети страха» — концерт для фортепиано и симфонического оркестра (2002), «Врата небес» — концерт для скрипки и камерного оркестра (2000); «Время терпеть» для балалайки и камерного оркестра (1999); произведения для симфонического оркестра — «Корабль дураков» (2017), «Deus Ex Machina» (2016), «Большой Фрейлахс для Большого оркестра» (2010), «Soter Ponim» («Забывший нас», 1997).
Главным своим сочинением автор считает «Еврейский Реквием» (1992), мировая премьера которого состоялась в шести городах Германии в 1994 году. Сочинения Михаила Броннера исполняются на концертах и фестивалях в концертных залах разных городов России (от Москвы до Владивостока) и за рубежом — в Германии, США, Австрии, Канаде, Китае, Монако, Греции, Испании, Англии, Шотландии, Франции, Италии, Бельгии, Швейцарии, Египте, Финляндии, Индии, Хорватии, Болгарии, Венгрии, Литве, Белоруссии, Армении, Украине, Молдове, Казахстане. Его произведения записаны на 2 пластинках и 36 компакт-дисках, изданных в России и за рубежом (Австрия, США, Франция, Канада).  

## Избранные сочинения
оперы
- 1990 «Холодное сердце» (по сказке В. Гауфа)
- 1993 «Золотой остров»
- 2016 "Гадкий утенок"

мюзикл
- трагимюзикл «Король, дама, валет» (по одноименному роману В. Набокова)

балеты
- 1985 «Оптимистическая трагедия»
- 1996 «Укрощение строптивой»

для хора
- «Вересковый мед» (слова Р. Стивенсона, У. Блейка, А. Милна) — концерт для хора
- 1992 «Stabat mater» (лат.)
- 1994 «Еврейский реквием» — для смешанного и детского хоров, оркестра, двух сопрано, баса и тенора (идиш) (иврит)
- «Тень деревьев» — кантата на стихи П. Верлена
- «Крестьянские песни» — кантата на слова А. В. Кольцова
- «Из русской поэзии» — кантата на слова А. С. Пушкина, А. А. Дельвига, Е. А. Баратынского
- «Гуманная месса» — на стихи немецких поэтов XVII века (нем.)
- «Dona nobis pacem»
- «Гори-гори ясно»
- «Ключ от королевства»
- «Горячий камень»
- «Псалтырь»
- «Из Книги Пророка Исаии»

симфоническая музыка
- 1993 «Сны Дон Кихота»
- 1997 «Soter Ponim» / Забывший нас

инструментальные концерты
всего 21, среди них:
- 1999 «Время прощать» — для балалайки и камерного оркестра
- 2000 «Врата небес» — для скрипки и камерного оркестра
- 2001 «Время Каина» — для фагота и камерного оркестра
- «Евангелие от саксофона» — для саксофона и камерного оркестра
- «Страсти по Иуде» — для баяна и камерного оркестра
- «Дети страха» — для фортепиано и симфонического оркестра
- 2004 «В поисках Грааля» — для скрипки, юного музыканта и камерного оркестра
- 2004 «Так записано…» / Katuv — для фортепиано, баяна и симфонического оркестра
- 2006 «Остров счастья» — для балалайки, альтовой домры и оркестра русских народных инструментов

камерная музыка

вокальная музыка
- «Спросил я сердце…» — вокальный цикл на слова Дж. Китса
- вокальный цикл на стихи А. А. Ахматовой
- вокальный цикл на стихи М. И. Цветаевой
- вокальный цикл на стихи О. Э. Мандельштама
- вокальный цикл на стихи И. А. Бродского
- кантата на стихи Фаиз Ахмад Фаиза — для баса и камерного оркестра
- 1990 «Ave Maria» (лат.) — для голоса, саксофона и камерного оркестра

музыка к спектаклям
- к пьесе Э. Ростана «Сирано де Бержерак» (фр.)

музыка кино
- 2002 «Неудача Пуаро» — телесериал режиссёра Сергея Урсуляка

## Награды и признание
- Михаил Броннер — Лауреат премии Союза композиторов России им. Д.Д.Шостаковича,
- Лауреат международной премии зрительских симпатий «Звезда театрала» 2017 в номинации лучший спектакль для детей и юношества за оперу «Гадкий утенок»,
- Обладатель «Серебряного диска» Российской академии музыки имени Гнесиных «За заслуги в баянном искусстве»,
- В 2002 году был назван «Композитором года», а в 2013 — «Персоной года» (по версии газеты «Музыкальное обозрение»)